# 洗濯ばさみ-DHCPによるIPアドレス管理

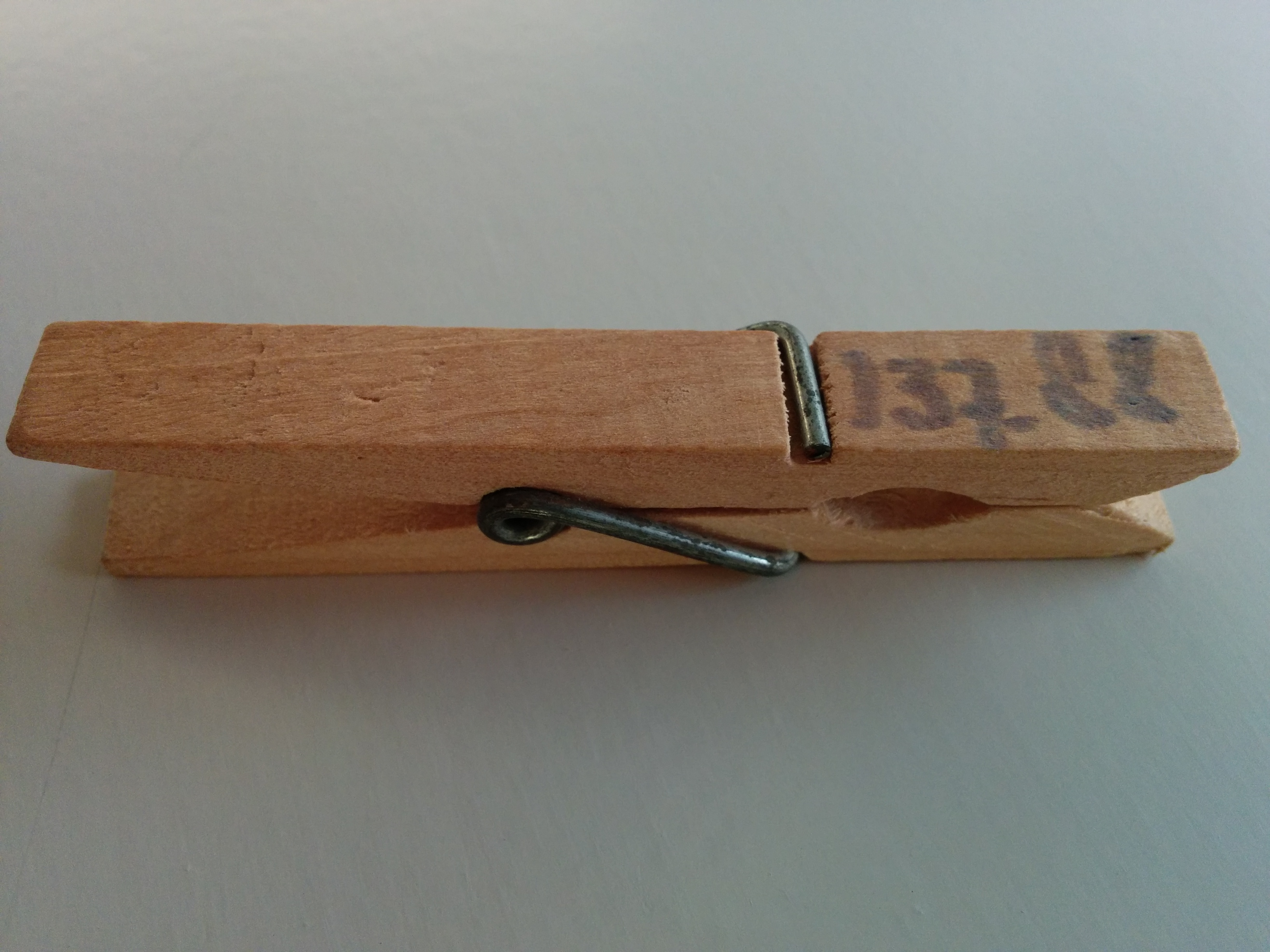
1997年のHIPで使用された木製の洗濯ばさみ。

洗濯ばさみ-DHCPによるIPアドレス管理 (せんたくばさみDHCPによるIPアドレスかんり、英:Management of IP numbers by peg-dhcp) は、小規模イベントなどにおいて手動DHCPシステムをIPアドレスの管理に木製の洗濯ばさみを用いて実装するプロトコルである。
このプロトコルは1998年のエイプリルフールに RFC 2322 として発行されたジョークRFCで提案されたものである。

## 概要
RFC文書に記された沿革によれば、このプロトコルは1997年にオランダで開催されたハッキングの大規模イベント "Hacking in Progress" （HIP）での経験から発想されたものである。このイベントは世界中から1000人の参加者が集まって3日間の日程で行われた。多数の参加者が持ち込む多様なコンピュータをイベント用のLANに接続する際、IPアドレス管理にUNIXのDHCPサーバを使う方法では対応できないコンピュータがあると想定された。議論の結果ペグ（木製の洗濯ばさみ）が用いられることとなった。

### メリット
このプロトコルを用いることにあるメリットは、以下のようなものである。
- 安価である
- IPアドレスの状態（割り当て済みか、未割り当てか）を視認できる
- ネットワークケーブルにはさむことによって、場所が明確にわかる

## プロトコル詳細

### サーバ

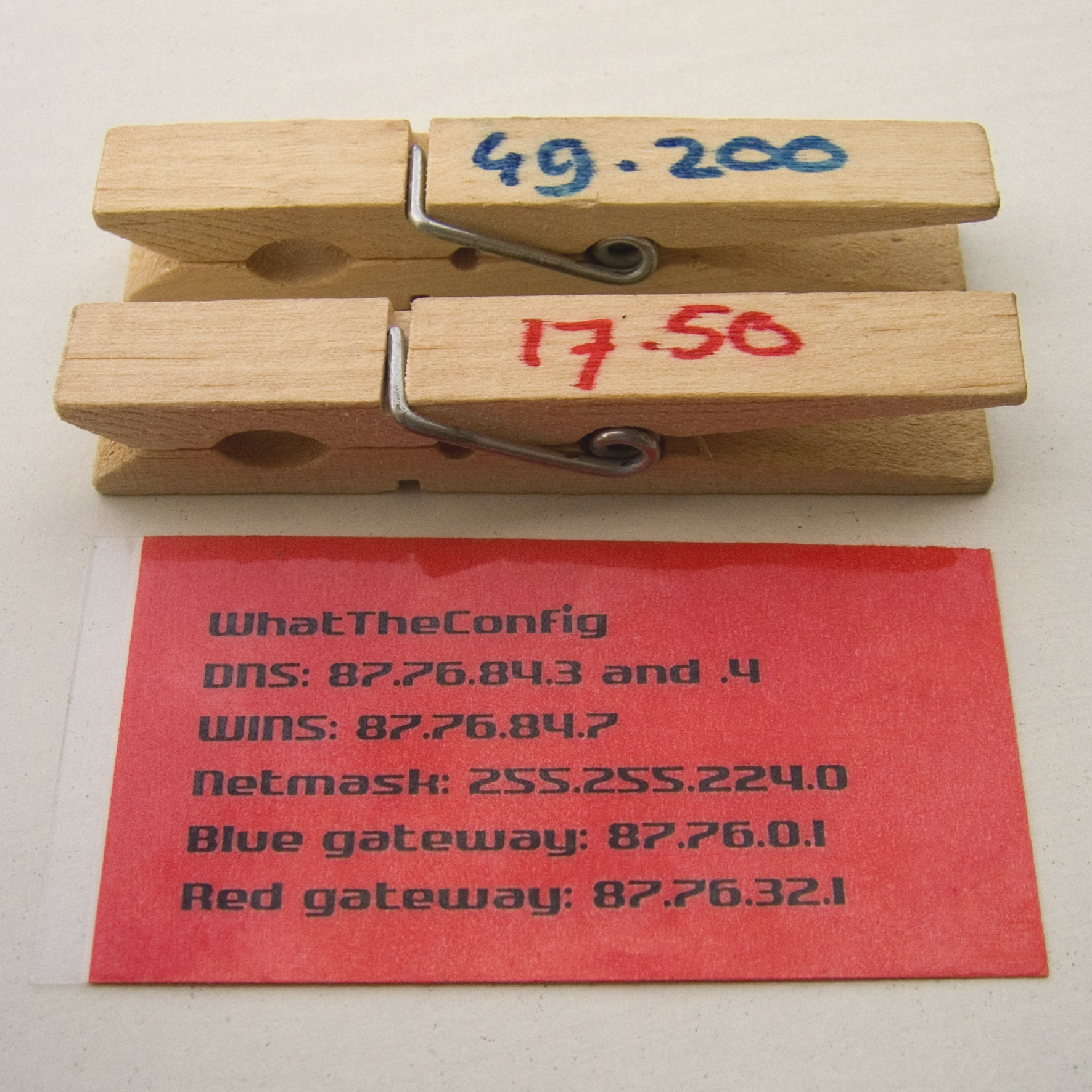
What the Hack 2005 で使われた洗濯ばさみと情報カード

サーバはクライアントに対して、洗濯ばさみとネットワーク全体の追加情報の書かれた情報カードを発行する。

### 洗濯ばさみ（ペグ）
洗濯ばさみにはIPアドレスを記載する。
記載するテキストの書式を以下に示す（BNFで記載する）。
```
 Total 
::=
 IP | Net
 IP 
::=
 num.num.num.num | num.num | num
 Net 
::=
 num.num.num/mask | num.num/mask | num/mask
 num 
::=
 {1..255}
 mask 
::=
 {8..31}

```

Net 表記はIPアドレスを範囲で払い出す方式で、オプション機能であり実装は必須ではない。
IPアドレスが1つ、あるいは2つの短いバージョンは、洗濯ばさみにIPアドレスを全部書くのが大変な大規模サーバ向けの省略記法である。省略したIPアドレスの先頭部分は、情報カードに記載する必要がある。
管理するネットワークが大きく、サブネットを実装する必要がある場合には、サブネットごとに洗濯ばさみの色を変えることが可能である。

### 情報カード
情報カードは、ネットワーク全体で共通の情報を記載する。洗濯ばさみと一緒に配る小さな用紙、あるいは誰もが読める場所に掲示する大きな紙の看板・ポスターとして実装することが可能である。固定情報であるため、大量作成することが可能である。
情報カードに記載する情報の例は以下の通り。
```
Network 
::=
 num.num.num.num
Netmask 
::=
 num.num.num.num | num
Gateway 
::=
 num.num.num.num | num.num | num
Proxy 
::=
 num.num.num.num:port | num.num:port | num:port
Paper 
::=
 Network Netmask Gateway Proxy | Network Netmask Gateway
num 
::=
 {0..255}
port 
::=
 {1..65535}

```

このため、情報カードに書かれる内容は次のようになる:
```
192.168.0.0
255.255.255.0
192.168.0.1
192.168.0.2:8000

```

### IPリポジトリ
洗濯ばさみを保管する場所として、物干しロープを用意することが推奨されている。

### クライアント
洗濯ばさみを取り付ける最適な場所はネットワークケーブルの、機器に近い位置である。これにより、機器と割り当てられたIPアドレスが視覚的に確認できる。

## 遠隔地へのIPアドレスの払い出し
遠隔地へIPアドレスを払い出す際に鳥類キャリアによるIPを利用する方法が提案されている。追加情報を書いた情報カードを巻いた後、洗濯ばさみで鳥類キャリアの肢に留めるという方法である。ただし、実験的な内容でありさらなる研究が必要だとされている。